# Jelzői értékű határozó
A jelzői értékű határozó vagy hátravetett határozó a határozó egy speciális fajtája, amely nem az állítmányhoz kapcsolódik (igéhez vagy melléknévhez), hanem az alanyhoz vagy másmilyen szerepű főnévhez, s ezt pontosítja, határozza meg közelebbről. Ilyen például: levél anyámhoz, séta a hóban. A jelző és az értelmező mellett a főnév egyik lehetséges kötött vagy szabad bővítménye, amely a többnyire igei alapszó bővítményéből ered (pl. fél a tömegtől > félelem a tömegtől).
A magyarban főként címekben vagy más kiemelt helyzetben (pl. feliratban) és nominális mondatokban fordul elő. Összefüggő mondat belsejében valamivel ritkább, bár más mondatrészekhez kapcsolódva is előfordul (pl. Nem fogom elfelejteni a nyaralást a tengerparton, Mindig emlékezni fogok a nyaralásra a tengerparton). A mai köznyelvben gyakran valamilyen átalakított formáját használják (pl. a tengerparton való nyaralás, bővebben l. alább). Számos más nyelvben azonban rendkívül elterjedt ez a szerkezet, és a magyarnál jóval többet elbír, pl. több indoeurópai nyelvben, az angolban, a franciában és oroszban (vö. angol adnominal adjunct, adnominal adverb/adverbial, adjectival prepositional phrase vagy adjective prepositional phrase, német Präpositionalattribut vagy Präpositionales Attribut), rendkívül gyakori az alkalmazása a latinban (jelzői szerepét gyakran mutatja a szórend, ti. hogy egy másik jelző és a jelzett közé kerül). Az idegen nyelvek tanításakor ezért igen fontos ennek tudatosítása, valamint a mindkét irányú fordítás lehetőségeinek az ismertetése.

## Megnevezései, besorolása
A magyar nyelvtanok jelzői értékű határozóként (olykor hátravetett határozóként) ismerik, s a gimnáziumi latin nyelvtan is így hivatkozik rá.  Az egyik elterjedt angol nyelvtan elöljárós utójelző, ill. határozói szerkezet utójelzőként néven említi, a németes terminus pedig a szó szerinti fordítás, az elöljárószós jelző, valamint a hátravetett jelző – az utóbbi megnevezés annyiban kevésbé szerencsés, hogy az értelmezőre is utalhat.
Antal László nyelvész e szerkezetben találta meg a nyelvleírásból eddig hiányzó hatodik mondatrészt, miáltal a mondatrészek szimmetrikus rendszere jött volna létre: ahogy az állítmány bővítménye a határozó és a tárgy, úgy az alanynak is két bővítménye lenne, a jelző és ez a szóban forgó mondatrész, amelyet Antal kiegészítőnek nevezett. A megjelölés azonban nem maradt meg.
Elemzés szempontjából a határozó gyakran a főnévhez és az igéhez egyaránt kapcsolható (pl. A nyaralás a Balatonnál idén jól sikerült): az ilyet kétpólusú bővítménynek is nevezik.

## Átalakítási lehetőségei
A levél anyámhoz szerkezet átalakítható melléknévi igenév beiktatásával: (az) anyámhoz írott levél (valódi jelzős szerkezet, benne az eredeti határozóval mint az ige szokásos bővítményével). E kifejezést azért lehetséges könnyen igeneves formába alakítani, mert a levél fogalmához könnyen kapcsolható az ír ige (a további példákat l. alább).
Számos más esetben viszont csak az erre szolgáló való (esetleg történő, folytatott) szócskával lehetséges az átfogalmazás: találkozás apámmal: az apámmal való találkozás.
Az átalakításkor használható való segédszó (kopula) ún. összetett jelzőt alkot egy igei (ritkábban melléknévi) alaptagú szerkezet részét képező határozóból, voltaképp melléknevesíti őket (pl. vásárba indul > vásárba való indulás, hajlamos a megfázásra > a megfázásra való hajlam). Nem nevezzük azonban összetett jelzőnek az olyan szókapcsolatokat, ahol a határozó a való vagy lévő szavak mint melléknévi igenevek bővítménye (pl. a Mecsekből való bot, az asztalon lévő könyv): ilyen esetekben ugyanis a szerkezet igés szintagmává alakításakor is megmarad a létige (a bot a Mecsekből van, a könyv az asztalon van), szemben az előző példákkal, ahol a határozó a főnév alapjául szolgáló ige bővítménye, így a létige a visszaalakítás után eltűnik (pl. találkozom apámmal). Az átalakítás nélküli hátravetett határozó (találkozás apámmal, a könyv az asztalon) megítélését mindez nem befolyásolja.
Ha a határozós szerkezetben névutó szerepel, az átalakítás sokszor ige beiktatása nélkül is lehetséges az -i képzővel: élet a tenger alatt > a tenger alatti élet. Nemritkán a kapcsolatos vagy hasonló szavak is megoldást nyújthatnak: a berendezés elhelyezésével kapcsolatos tervek, de mivel ez nem jelzi az összefüggés jellegét, a mondat néha homályossá válik. Máskor birtokossal is visszaadható: az igény a biztonságra, ill. a biztonság iránti igény helyett a biztonság[nak az] igénye. Olykor egyetlen képző is megoldást jelent: a Balaton-part nyáron helyett a nyári Balaton-part. Nem gyakori, de lehetséges a mellékmondattá alakítás is: a levél, amit anyámhoz írtam/írtál/írt [stb.]: itt viszont az alanyt is ki kell tenni. Olykor összetett szóval is váltakozhat: pl. máz cukorból > cukormáz, meccs a kupáért > kupameccs.

## Nyelvhelyességi vonatkozásai
Kétértelműség adódhat a mondat értelmezésében, ha nem világos, hogy a határozó az igéhez vagy a főnévhez kapcsolódik: Az érdekeltek tárgyalni fognak a hajózásról a Csatornában. A Csatornában zajló hajózásról fognak tárgyalni, vagy a Csatorna netán csak a tárgyalás helyszíne lesz? Ilyen esetekben érdemes átfogalmazni, átalakítani a szerkezetet.
Ha az egyértelműség vagy a jó hangzás megköveteli, elsődlegesen melléknévi igenévvel tanácsos kiváltani a hátravetett jelzőt (pl. a Csatornában zajló hajózás, az anyámhoz írott levél, a küldöttséggel folytatott tárgyalás), de szükség esetén a szürke, ám hasznos való szócska is megoldást jelent – ezeket klasszikus íróink is használták. A történt, illetve történő szavakat a nyelvművelés divatszóként tartja számon.

### Példák az átalakításban használható tartalmas igékre
Alább következik néhány olyan szerkezet felsorolása, amelyekben tartalmas igékből képzett igenevekkel válthatjuk ki a jelzői értékű határozót (ezek jó része kollokációkra, állandósult szókapcsolatokra épül):
| - vmire irányuló törekvés - vkik közt dúló harc - vmiért vívott küzdelem - a vki/vmi felett aratott győzelem - vkihez fűződő viszony/barátság - vki iránt érzett jóindulat - vkivel folytatott beszélgetés - vhol végzett gyakorlat/kísérlet - vmihez vezető, vhová vivő út - vhol/vmeddig megtett út - vmiről szóló könyv/film/színdarab - vmiről alkotott ítélet/vélemény/elmélet - vmiről vallott nézet | - vmibe vetett hit - vmiről szőtt ábránd - vkitől jött/érkezett levél/csomag - vkihez írott, vkinek küldött levél - vhol/vmikor uralkodó viszonyok - vhol szereplő/látható/olvasható szöveg/felirat - vhol hallott zene/hang, vhol látott kép/film - a vmi jelentette veszély - vkivel szemben alkalmazott kényszer - vkikkel szemben táplált előítélet - vmire gyakorolt hatás, nyomás, befolyás - vmire vonatkozó kérdés - stb. |

Az ilyen típusú szerkezetek idegen nyelvi megfelelője tehát az aláhúzott elem törlésével és a másik két összetevő (a határozó és a főnév) cseréjével állítható elő – amint a fenti magyar példákban látható: például a barátomtól érkezett levél → levél a barátomtól.

## Fajtái
A határozó jelentése szerint lehet helyhatározó (ház a sziklák alatt), időhatározó (a puszta télen), állapothatározó (álmodozás a napon), társhatározó (séta a barátommal), eszközhatározó (evés késsel és villával), módhatározó (találkozás titokban), célhatározó (készülődés a munkába), részeshatározó (levél a hitveshez). A határozó szófaja szerint lehet ragos vagy névutós főnév (mint a fenti példákban), illetve határozószó (pl. Budapest éjjel). Hasonló szerkezetet alkothat az állítmányi helyzetben álló főnév, ahol azonban a szabad határozó elöl áll: Az öcsém Szegeden katona.